# Wataha Zielona Góra
La Wataha Zielona Góra è una squadra di football americano di Zielona Góra, in Polonia. È nata nel 2010 col nome di Dragons Zielona Góra, assumendo il nome Wataha nel 2017. Gioca in PFL9.

## Dettaglio stagioni

### Tornei nazionali

#### Campionato

##### LFA1
Questi tornei - pur essendo del massimo livello della loro federazione - non sono considerati ufficiali in quanto organizzati da una federazione "rivale" rispetto a quella ufficialmente riconosciuta dagli organismi nazionali e internazionali.
| Stagione | regular season | regular season | regular season | regular season | regular season | regular season | playoff | playoff | playoff | playoff | playoff | playoff   | playoff    |
|          | Vin            | Par            | Per            | Tot            | PF             | PS             | Vin     | Per     | Tot     | PF      | PS      | risultato | avversaria |
| -------- | -------------- | -------------- | -------------- | -------------- | -------------- | -------------- | ------- | ------- | ------- | ------- | ------- | --------- | ---------- |
| 2019     | 3              | 0              | 5              | 8              | 178            | 190            | -       | -       | -       | -       | -       | -         | -          |
| Totale   | 3              | 0              | 5              | 8              | 178            | 190            | -       | -       | -       | -       | -       |           |            |

Fonti: Enciclopedia del Football - A cura di Roberto Mezzetti

##### LFA2
Questi tornei non sono considerati ufficiali in quanto organizzati da una federazione "rivale" rispetto a quella ufficialmente riconosciuta dagli organismi nazionali e internazionali.
| Stagione | regular season | regular season | regular season | regular season | regular season | regular season | playoff | playoff | playoff | playoff | playoff | playoff   | playoff      |
|          | Vin            | Par            | Per            | Tot            | PF             | PS             | Vin     | Per     | Tot     | PF      | PS      | risultato | avversaria   |
| -------- | -------------- | -------------- | -------------- | -------------- | -------------- | -------------- | ------- | ------- | ------- | ------- | ------- | --------- | ------------ |
| 2018     | 6              | 0              | 0              | 6              | 263            | 119            | 1       | 1       | 2       | 70      | 43      | Finale    | Towers Opole |
| Totale   | 6              | 0              | 0              | 6              | 263            | 119            | 1       | 1       | 2       | 70      | 43      |           |              |

Fonti: Enciclopedia del Football - A cura di Roberto Mezzetti

##### PLFA II
| Stagione | regular season | regular season | regular season | regular season | regular season | regular season | playoff | playoff | playoff | playoff | playoff | playoff                 | playoff       |
|          | Vin            | Par            | Per            | Tot            | PF             | PS             | Vin     | Per     | Tot     | PF      | PS      | risultato               | avversaria    |
| -------- | -------------- | -------------- | -------------- | -------------- | -------------- | -------------- | ------- | ------- | ------- | ------- | ------- | ----------------------- | ------------- |
| 2014     | 2              | 0              | 4              | 6              | 66             | 101            | -       | -       | -       | -       | -       | -                       | -             |
| 2015     | 5              | 0              | 1              | 6              | 234            | 99             | 1       | 2       | 3       | 74      | 120     | Semifinale/Non promossi | Tytani Lublin |
| 2016     | 4              | 0              | 2              | 6              | 212            | 109            | -       | -       | -       | -       | -       | -                       | -             |
| 2017     | 3              | 0              | 3              | 6              | 174            | 122            | -       | -       | -       | -       | -       | -                       | -             |
| Totale   | 14             | 0              | 10             | 24             | 686            | 431            | 1       | 2       | 3       | 74      | 120     |                         |               |

Fonti: Enciclopedia del Football - A cura di Roberto Mezzetti

##### LFA9/PFL9
| Stagione | regular season | regular season | regular season | regular season | regular season | regular season | playoff | playoff | playoff | playoff | playoff | playoff          | playoff        |
|          | Vin            | Par            | Per            | Tot            | PF             | PS             | Vin     | Per     | Tot     | PF      | PS      | risultato        | avversaria     |
| -------- | -------------- | -------------- | -------------- | -------------- | -------------- | -------------- | ------- | ------- | ------- | ------- | ------- | ---------------- | -------------- |
| 2020     | 4              | 0              | 2              | 6              | 92             | 129            | 0       | 1       | 1       | 0       | 20      | Quarti di finale | Olsztyn Lakers |
| 2021     | 2              | 0              | 2              | 4              | 137            | 73             | -       | -       | -       | -       | -       | -                | -              |
| Totale   | 6              | 0              | 4              | 10             | 229            | 202            | 0       | 1       | 1       | 0       | 20      |                  |                |

Fonti: Enciclopedia del Football - A cura di Roberto Mezzetti

##### PLFA8
| Stagione | regular season | regular season | regular season | regular season | regular season | regular season | playoff | playoff | playoff | playoff | playoff | playoff   | playoff    |
|          | Vin            | Par            | Per            | Tot            | PF             | PS             | Vin     | Per     | Tot     | PF      | PS      | risultato | avversaria |
| -------- | -------------- | -------------- | -------------- | -------------- | -------------- | -------------- | ------- | ------- | ------- | ------- | ------- | --------- | ---------- |
| 2011     | 2              | 0              | 2              | 4              | 67             | 81             | -       | -       | -       | -       | -       | -         | -          |
| 2013     | 2              | 0              | 2              | 4              | 77             | 72             | -       | -       | -       | -       | -       | -         | -          |
| Totale   | 4              | 0              | 4              | 8              | 144            | 153            | -       | -       | -       | -       | -       |           |            |

Fonti: Enciclopedia del Football - A cura di Roberto Mezzetti

### Riepilogo fasi finali disputate
| Anno            | Luogo    | Evento | Fase del torneo  | Incontro                             | Risultato     |
| 4 agosto 2018   | Varsavia | LFA2   | Finale           | Wataha Zielona Góra - Towers Opole   | 20 - 43       |
| 18 ottobre 2020 | Olsztyn  | LFA2   | Quarti di finale | Olsztyn Lakers - Wataha Zielona Góra | 20 - 0 d.g.s. |